# Babiana purpurea
Babiana purpurea là một loài thực vật có hoa trong họ Diên vĩ. Loài này được (Jacq.) Ker Gawl. miêu tả khoa học đầu tiên năm 1807.